# 楠田浩之
楠田 浩之（くすだ ひろし、1916年4月14日 - 2008年9月13日）は、日本の撮影技師である。名の読み「ひろゆき」は誤りである。

## 人物・来歴
1916年（大正5年）4月14日、東京府東京市（現在の東京都）に生まれる。
旧制・京華中学校（現在の京華高等学校）を卒業する。1934年（昭和9年）、松竹蒲田撮影所に入社、撮影部に配属されて撮影助手となる。小原譲治、厚田雄春らに師事する。1936年（昭和11年）、撮影所が蒲田から新設の松竹大船撮影所に引越し、楠田も異動になる。
1943年（昭和18年）、技師に昇進し、木下恵介監督の第1作『花咲く港』で、木下とともに一本立ちする。また、翌1944年（昭和19年）に木下の妹の芳子（のちに脚本家として活動する）と結婚する。以降、1951年（昭和26年）の日本最初のカラーフィルムによる長篇劇映画『カルメン故郷に帰る』、『二十四の瞳』（1954年）、『野菊の如き君なりき』（1955年）など、キャリアのほとんどが木下作品で埋め尽くされる。
1959年（昭和34年）、木下恵介監督の『楢山節考』で芸術選奨を受賞する。
2008年（平成20年）9月13日、死去した。満92歳没。
息子にテレビプロデューサー、演出家の楠田泰之がいる。

## フィルモグラフィ
特筆以外はすべて松竹大船撮影所製作作品である。
- 『人生のお荷物』 : 監督五所平之助、撮影小原譲治、松竹蒲田撮影所、1935年 - 撮影助手
- 『朧夜の女』 : 監督五所平之助、撮影小原譲治、1936年 - 撮影補
- 『新道 前篇朱実の巻』 : 監督五所平之助、撮影小原譲治、1936年 - 撮影助手
- 『すみだ川』 : 監督井上金太郎、撮影厚田雄春、1942年 - 撮影補助
- 『花咲く港』 : 監督木下恵介、1943年 - 技師昇進第1作
- 『生きてゐる孫六』 : 監督木下恵介、1943年
- 『歓呼の町』 : 監督木下恵介、1944年
- 『大曾根家の朝』 : 監督木下恵介、1946年
- 『わが恋せし乙女』 : 監督木下恵介、1946年
- 『結婚』 : 監督木下恵介、1947年
- 『不死鳥』 : 監督木下恵介、1947年
- 『女』 : 監督木下恵介、1948年
- 『肖像』 : 監督木下恵介、1948年
- 『破戒』 : 監督木下恵介、松竹京都撮影所、1948年
- 『お嬢さん乾杯』 : 監督木下恵介、1949年
- 『新釈四谷怪談』 : 監督木下恵介、松竹京都撮影所、1949年
- 『破れ太鼓』 : 監督木下恵介、松竹京都撮影所、1949年
- 『婚約指環』 : 監督木下恵介、松竹大船撮影所・田中絹代プロダクション、1950年
- 『善魔』 : 監督木下恵介、1951年
- 『カルメン故郷に帰る』 : 監督木下恵介、1951年
- 『少年期』 : 監督木下恵介、1951年
- 『海の花火』 : 監督木下恵介、1951年
- 『カルメン純情す』 : 監督木下恵介、1952年
- 『日本の悲劇』 : 監督木下恵介、1953年
- 『女の園』 : 監督木下恵介、1954年
- 『二十四の瞳』 : 監督木下恵介、1954年
- 『ママ横むいてて』 : 監督堀内真直、1955年
- 『遠い雲』 : 監督木下恵介、1955年
- 『野菊の如き君なりき』 : 監督木下恵介、1955年
- 『子供の眼』 : 監督川頭義郎、1956年
- 『愛と智恵の輪』 : 監督川頭義郎、1956年
- 『夕やけ雲』 : 監督木下恵介、1956年
- 『涙』 : 監督川頭義郎、1956年
- 『壁あつき部屋』 : 監督小林正樹、新鋭プロダクション、1956年
- 『太陽とバラ』 : 監督木下恵介、1956年
- 『喜びも悲しみも幾歳月 第一部第二部』 : 監督木下恵介、1957年
- 『風前の灯』 : 監督木下恵介、1957年
- 『楢山節考』 : 監督木下恵介、1958年
- 『この天の虹』 : 監督木下恵介、1958年
- 『風花』 : 監督木下恵介、1959年
- 『惜春鳥』 : 監督木下恵介、1959年
- 『今日もまたかくてありなん』 : 監督木下恵介、1959年
- 『愛と希望の街』 : 監督大島渚、1959年
- 『春の夢』 : 監督木下恵介、1960年
- 『笛吹川』 : 監督木下恵介、1960年
- 『永遠の人』 : 監督木下恵介、1961年
- 『今年の恋』 : 監督木下恵介、1962年
- 『山河あり』 : 監督松山善三、1962年
- 『二人で歩いた幾春秋』 : 監督木下恵介、1962年
- 『歌え若人達』 : 監督木下恵介、1963年
- 『死闘の伝説』 : 監督木下恵介、1963年
- 『香華』 : 監督木下恵介、1964年
- 『なつかしき笛や太鼓』 : 監督木下恵介、東宝・宝塚映画・木下プロダクション、1967年

## 註
1. 1 2 3 4 5 6 7 8 9 10  楠田浩之、『講談社 日本人名大辞典』、講談社、コトバンク、2010年2月26日閲覧。
2. 1 2 3 4  楠田浩之、日本映画データベース、2010年2月26日閲覧。